# Observatoř Jodrell Bank
Observatoř Jodrell Bank (anglicky Jodrell Bank Observatory, výslovnost: [ˈdʒɒdrəl]IPA) v britském hrabství Cheshire v severozápadní Anglii je součást centra Jodrell Bank Centre for Astrophysics Manchesterské univerzity. Je vybavena několika radioteleskopy včetně velkého Lovellova teleskopu, který byl v roce 1988 zařazen do nejvyšší kategorie britských památek a v roce 2019 byla celá observatoř zapsána na Seznam světového kulturního a přírodního dědictví UNESCO.
Observatoř byla založena v roce 1945 Bernardem Lovellem, radioastronomem na Manchesterské univerzitě, za účelem výzkumu kosmického záření. Bernard Lowell se radioastronomem stal tím, že během druhé světové války vyvíjel radary. Observatoř má důležitou roli při výzkumu meteoroidů, kvazarů, pulsarů, astrofyzikálních  maserů a gravitačních čoček. V počátcích kosmonautiky se také významně podílela na sledování prvních kosmických sond na oběžné dráze.
Hlavním radioteleskopem observatoře je Lovellův teleskop. Od dokončení (1957) do roku 1971 byl s průměrem 76,2 metru (250 stop) největším řiditelným radioteleskopem na světě, nyní je co do velikosti třetí. Na observatoři jsou tři další aktivní radioteleskopy: Mark II  (průměr 38,1 metru, resp. 125 stop), a radioteleskopy o průměrech 13 a 7 metrů. Observatoř Jodrell Bank je součástí soustavy radiové interferometrie Multi-Element Radio Linked Interferometer Network (MERLIN), jejíž provoz zajišťuje University of Manchester jako zástupce britské vládní agentury Science and Technology Facilities Council.
Návštěvnické centrum Jodrell Bank a hodnotné arboretum se nachází na katastrálním území obce a farnosti Lower Withington, zatímco samotný Lovellův teleskop a další objekty observatoře jsou poblíž osad Goostrey a Holmes Chapel. K observatoři se dá dostat po silnici A535, parkoviště pro návštěvníky je přímo v areálu. Kolem prochází železniční trať Crewe – Manchester a nejbližší železniční stanice Goostrey je vzdušnou čarou 2 km, pěšky to ale je přes 4 kilometry. 

## Vznik observatoře

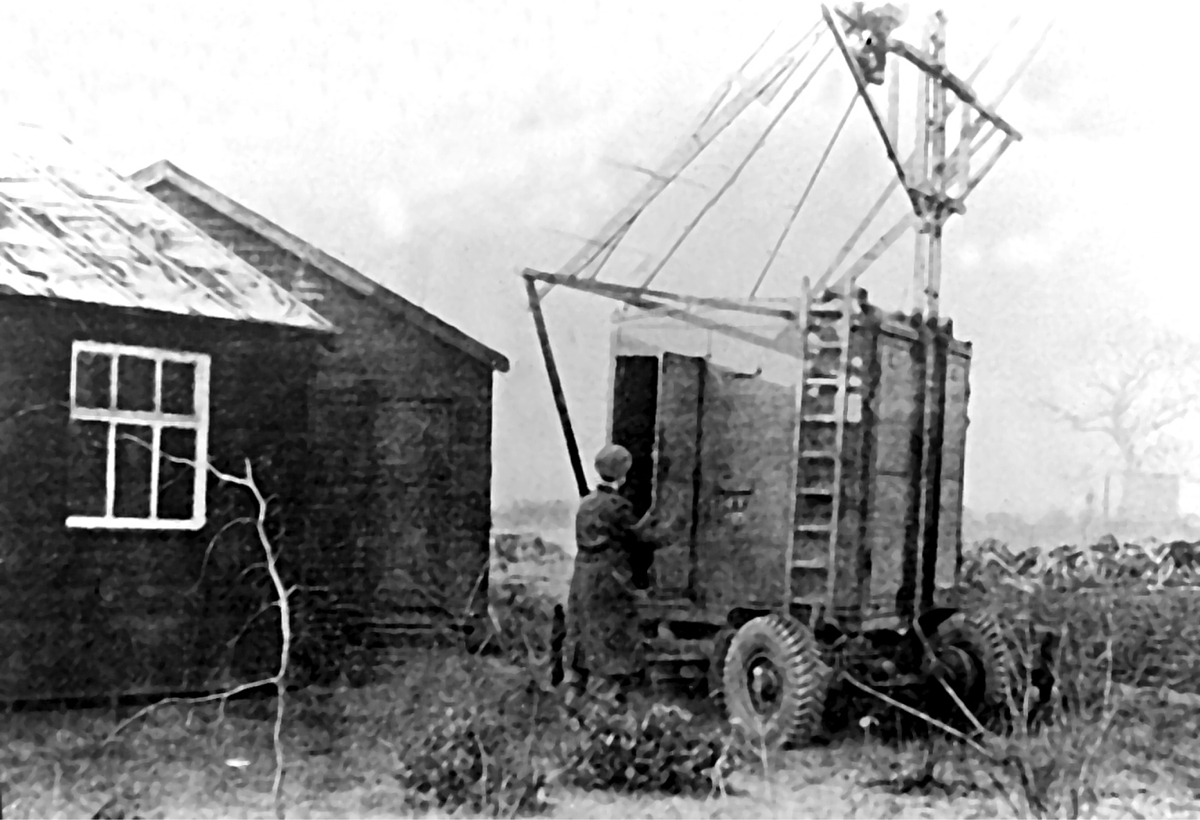
Jodrell Bank: počáteční pozorování (1945)

Lokalita Jodrell Bank byla poprvé využita pro akademické účely v roce 1939, kdy tu katedra botaniky Manchesterské univerzity zakoupila od manželů Leighových tři pole. Název je odvozen od nedaleké vyvýšeniny Jodrell Bank, která byla pojmenována po Williamu Jauderellovi (lukostřelci ze 14. století), jehož potomci žili v sídle, ve kterém se nyní nachází škola Terra Nova. Observatoř se až do 50. let nazývala „Jodrell Bank Experimental Station“. V roce 1952 byl areál rozšířen koupí farmy od George Masseyho. Právě na tomto pozemku byl do roku 1957 postaven největší radioteleskop, později pojmenovaný Lovellův teleskop.
Pro astrofyzikální výzkum bylo místo poprvé využito roku 1945, kdy zde Bernard Lovell sledoval kosmické záření zařízeními, která zůstala z druhé světové války, včetně radaru, který předtím sloužil k řízení palby. Jednalo se o radarový systém GL II pracující na vlnové délce 4,2 metru, který mu poskytl fyzik a radioastronom James Stanley Hey. Lovell zařízení chtěl původně provozovat v Manchesteru, ale elektrické rušení od tramvají na Oxford Road mu v tom zabránilo.
Dne 10. prosince 1945 Lovell přemístil zařízení do Jodrell Bank, asi 40 kilometrů jižně od Manchesteru.  Věnoval se především výzkumu přechodných rádiových ozvěn, u nichž v říjnu 1946 potvrdil, že pocházejí z ionizovaných meteorických stop. Prvními spolupracovníky byli Alf Dean a Frank Foden, kteří pozorovali meteory pouhým okem, zatímco Lovell současně zkoumal jejich elektromagnetický signál radarem. V době, kdy Lovell radar poprvé zapnul  (14. prosince 1945), byl meteorický roj Geminidy na maximu.
Během několika následujících let Bernard Lovell nashromáždil další dříve vojenské radiové vybavení a také mobilní buňku v armádě známou pod přezdívkou „Park Royal“. První stálá budova se vznikla v její blízkosti a byla po ní pojmenována (viz obrázek pozorování v roce 1945). Na základě těchto prvních poválečných aktivit Bernarda Lovella se observatoř Jodrell Bank od počátku zaměřila především na zkoumání rádiových vln a jejich různých zdrojů.

## Zařízení a výzkumy
Přístrojové a jiné vybavení observatoře Jodrell Bank vznikalo postupně, vyvíjelo se a bylo různě rekonstruováno a modernizováno. Stručně jsou uvedeny i již zaniklé, ale významné přístroje, včetně toho, jaká významná pozorování se na nich uskutečnila a jaké nejdůležitější objevy či výsledky výzkumů byly dosaženy.

### Searchlight telescope
Vybavení pro stavbu zařízení Searchlight telescope bylo v roce 1946 observatoři zapůjčeno armádou. Na tomto základě a s dostupným vybavením zkonstruoval John Atherton Clegg širokoúhlou soustavu, které se skládala ze sedmiprvkové Yagi-Uda antény. V říjnu 1946 byla tato anténa poprvé použita k astronomickým pozorováním.
Ve dnech 9. a 10. října 1946 teleskop zaznamenal ionizaci v atmosféře způsobenou meteoroidy roje Drakonid. Když bylo opticky pozorováno, že meteorický roj je na svém maximu, anténa byla otočena o 90 stupňů. Poté počet detekcí klesl na úroveň pozadí, čímž bylo ověřeno, že detekované signály nepocházejí z nějakého pozemského zdroje, ale ze sledovaného meteorického roje. Anténa byl poté použita k určení radiantu, tedy bodu na obloze odkud zdánlivě vylétají. Teleskop a další tehdy dostupné přijímače observatoře byly rovněž použity pro studium polární záře, která se objevila na začátku srpna 1947.

### Transit Telescope
Zenitový teleskop zvaný Transit byl parabolický reflektor o průměru 66 metrů (218 stop), postavený v roce 1947. V té době to byl největší radioteleskop na světě. Konstrukce se skládala z drátěného pletiva zavěšeného na prstenci lešenářských stožárů, který zaostřoval rádiové signály do ohniska 38 metrů nad zemí. Přístroj byl zaměřen převážně přímo vzhůru, ale směr paprsku bylo možné ve velmi omezeném rozsahu měnit nakláněním stožáru, čímž se měnila poloha ohniska. Ještě před dokončením stavby byl původně dřevěný ohniskový stožár změněn na ocelovou konstrukci.
Zařízení dokázalo mapovat pás ±15 stupňů kolem zenitu (nadhlavníku) na frekvencích 72 a 160 MHz s rozlišením jednoho stupně na vyšší frekvenci. S využitím tohoto teleskopu byl objeven rádiový šum pocházející z Galaxie v Andromedě. Šlo o první prokázanou detekci extragalaktického rádiového zdroje.  Dále byly v rádiovém spektru objeveny pozůstatky supernovy SN 1572 (Tychonova nova) v souhvězdí Kasiopeji. Pozůstatky této supernovy tehdy ještě nebyly zjištěny optickou astronomií, to se podařilo až na počátku 60. let americké observatoři Palomar.
Transit Telescope byl později nahrazen plně řiditelným Lovellovým teleskopem (původní název Mark I), který byl postaven na nově zakoupeném pozemku a je dodnes hlavním a největším přístrojem observatoře. Po jeho dokončení byl na místě původního Transit teleskopu postaven radioteleskop Mark II, který má eliptickou anténu a je druhým největším na observatoři.  

### Lovellův teleskop (MarkI)

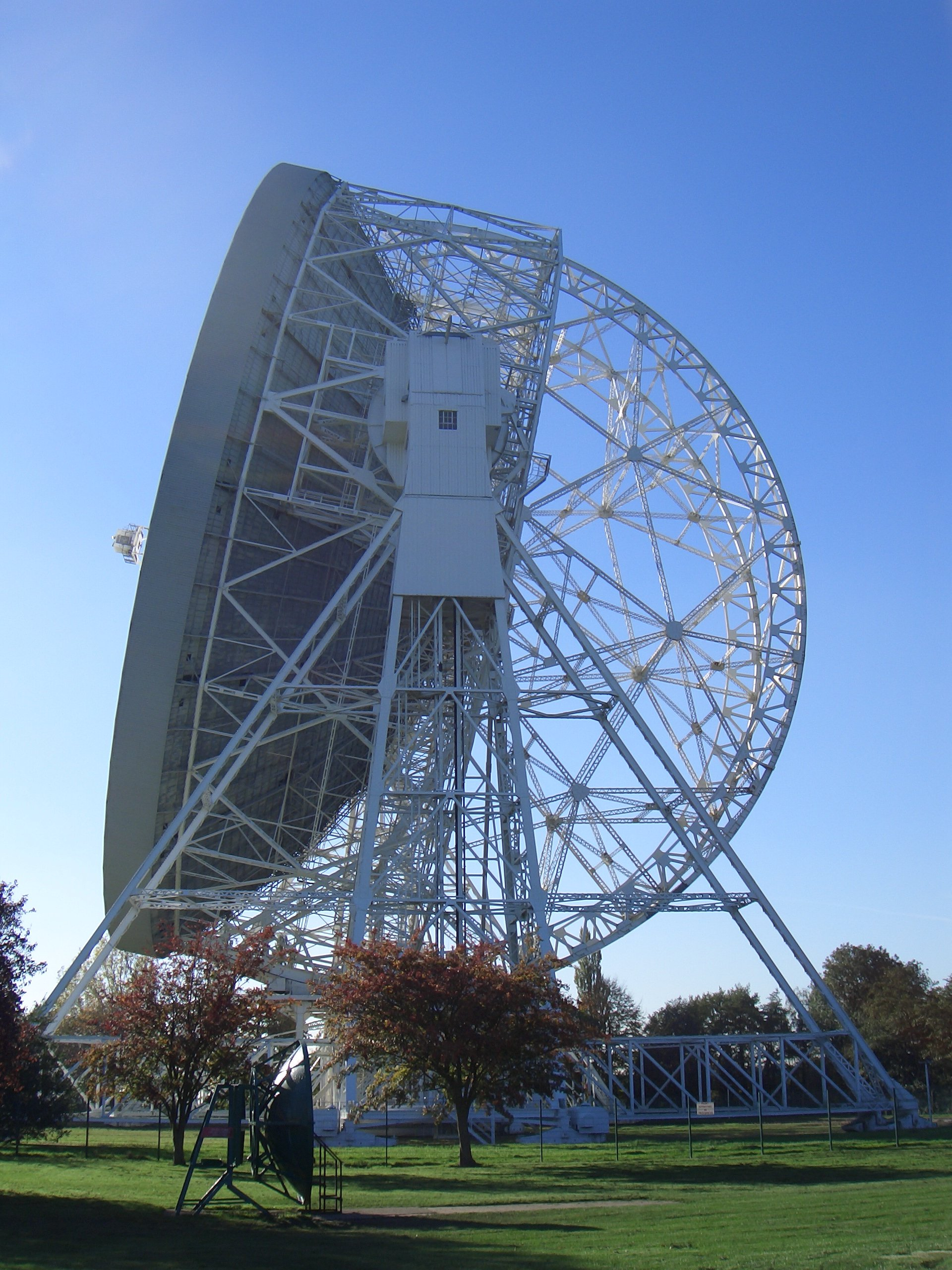
Lovellův teleskop na observatoři Jodrell Bank s průměrem paraboly 76,2 metru (v době dokončení největší na světě, nyní třetí a druhý v Evropě)

Nevýhodou výše popsaného teleskopu Transit byla jeho velmi omezená možnost měnit polohu ohniska. Proto již záhy po jeho dokončení v roce 1947 začaly práce na projektu nového radioteleskopu, jehož parabolu by bylo možné otáčet v plném rozsahu. To by umožnilo nejen zkoumat všechny části oblohy, ale také zvolený radiový zdroj sledovat podstatně déle s ohledem na rotaci Země. V roce 1952 byl zakoupen nový pozemek (asi 400 metrů severozápadně od Transitu, který nový teleskop po dokončení nahradil) a započala výstavba. V roce 1957 byl teleskop dokončen.
Původně byl nový radioteleskop označován jednoduše 250 ft telescope, což odkazuje na průměr paraboly udávaný ve stopách (250 stop, tedy 76,2 metru). Až do roku 1971 to byl největší plně řiditelný radioteleskop na světě, kdy ho s průměrem 100 metrů překonal radioteleskop Effelsberg v Severním Porýní-Vestfálsku v Německu. V roce 2000 pak byl dokončen radioteleskop v Green Bank v USA. Ten je označovaný rovněž jako stometrový, ale protože má mírně eliptický tvar, je ještě o trochu větší. Radioteleskop v Jodrell Bank tedy zůstává třetí největší na světě.
Název Mark I se začal používat přibližně od roku 1961, v souvislosti s přípravou dalších teleskopů Mark II, Mark III a Mark IV (poslední nakonec nebyl nikdy postaven). V roce 1987 byl oficiálně přejmenován na Lovellův teleskop na počest sira Bernarda Lovella, který observatoř Jodrell Bank v roce 1945 založil a byl dlouhá léta jejím prvním ředitelem. V roce 1988 se teleskop stal památkově chráněným objektem I. stupně v britském systému památkové péče.
Teleskop byl uveden do provozu v polovině roku 1957 a v říjnu byla jeho řídící místnost dovybavena na míru zkonstruovaným analogovým počítačem, což bylo v době, kdy Sovětský svaz vypustil Sputnik 1, první umělou družici na světě. Jako jediné zařízení na světě byl nový teleskop schopen sledovat Sputnik pomocí radaru. Poprvé umělou družici lokalizoval těsně před půlnocí 12. října 1957, osm dní po jejím startu.
Na základě tohoto úspěchu byl radioteleskop také v následujících letech často využíván pro sledování nebo i řízení různých vesmírných sond. Mezi 11. březnem a 12. červnem 1960 sledoval sondu Pioneer 5, kterou vypustila americká NASA a která byla určena k průzkumu meziplanetárního prostoru. Radioteleskop rovněž vysílal sondě příkazy, včetně pokynu, aby se oddělila od své nosné rakety a zapnula svůj výkonnější vysílač, když byla sonda vzdálena skoro třináct milionů kilometrů. Přijímal také data ze sondy jako jediný teleskop na světě, který toho byl schopen.
V únoru 1966 byla observatoř Jodrell Bank požádána Sovětským svazem, aby sledovala jeho bezpilotní měsíční sondu Luna 9 a především zaznamenala celkem šest rádiových relací, ve kterých byly na zem odvysílány kvalitní detailní fotografie povrchu Měsíce. Fotografie byly zaslány také britskému tisku a ten některé publikoval dříve, než je zveřejnil sám Sovětský svaz. Úspěšné přistání sondy a její kvalitní snímky definitivně potvrdily předpoklad, že povrch Měsíce je pevný. Do této doby se část odborníků domnívala, že povrch Měsíce je tak sypký, že přistání lidí nebude možné.
V roce 1969 byla sledována také sovětská sonda Luna 15, která však na Měsíc dopadla příliš rychle. Záznam okamžiku, kdy vědci z Jodrell Bank tuto misi pozorovali, byl zveřejněn 3. července 2009 v deníku The Independent. S podporou sira Bernarda Lovella teleskop sledoval také další ruské družice. Pozorování družic a kosmických sond byla sdílena s výzkumnou a vývojovou činností amerického ministerstva obrany v oblasti sledování družic v rámci Project Space Track.
Celkově však sledování kosmických sond zabíralo jen zlomek pozorovacího času Lovellova teleskopu a většina byla využita k velmi různorodým vědeckým pozorováním, která vedla k řadě významných objevů. Mezi tato pozorování a objevy patří:
- Využití radaru k měření vzdálenosti Měsíce a Venuše od Země.[38][39]
- Pozorování astrofyzikálních maserů v okolí hvězdotvorných oblastí a obřích hvězd.[40]
- Pozorování pulsarů, včetně objevu milisekundových pulsarů[41] a prvního pulsaru v kulové hvězdokupě.[42]
- Pozorování kvazarů a gravitačních čoček (včetně objevu první gravitační čočky[43] a prvního Einsteinova prstence).[44]
- Radioteleskop byl také použit pro pozorování v rámci projektu SETI.[45]
- Lovellův teleskop je rovněž pravidelně využíván jako součást rádiové interferometrie v rámci britského projektu MERLIN[46] a evropského projektu European VLBI Network.[47][48]

### Teleskopy Mark II a Mark III

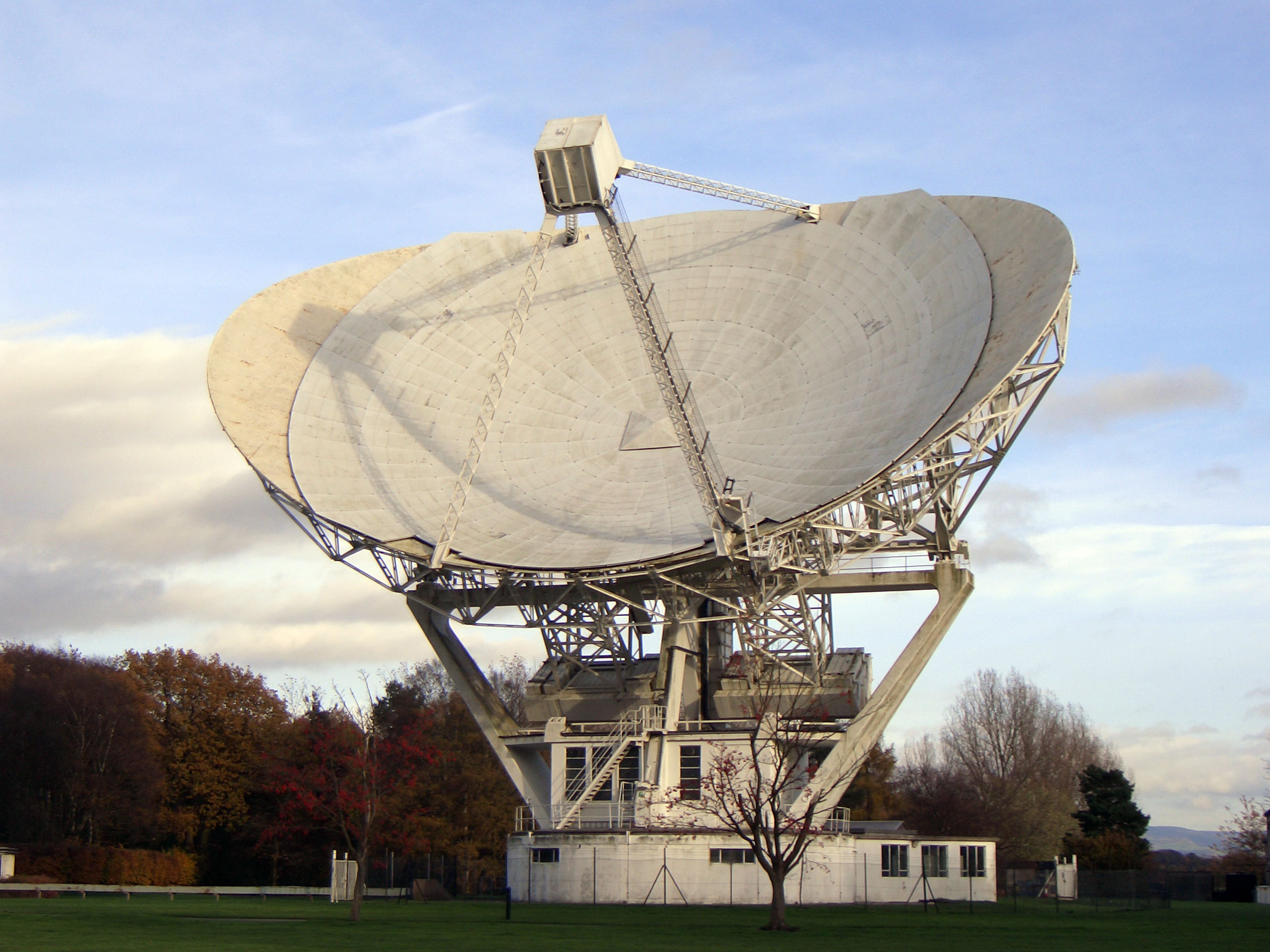
Eliptický radioteleskop Mark II (měl sloužit také jako menší prototyp pro Mark IV)

Mark II je eliptický radioteleskop s hlavní osou 38,1 metrů (125 stop) a vedlejší osou 25,4 metrů (83 stop). Byl postaven v roce 1964 na místě, kde předtím stával výše popsaný Transit teleskop. Eliptický tvar byl zvolen proto, že Mark II byl původně zamýšlen jako zmenšený prototyp pro plánovaný mnohem větší radioteleskop Mark IV, který nakonec nebyl nikdy postaven. Elipsa není optimální tvar pro astronomická pozorování, ale pro mnohem větší Mark IV byla tehdy považována za nezbytnou, aby se snížila celková výška teleskopu nad zemí. Cílem Mark II bylo tedy mimo jiné prozkoumat vlastnosti tohoto tvaru v praxi.
Původní povrch radioteleskopu Mark II byl přesnější než povrch Lovellova teleskopu ve stejné době (ten byl později nahrazen kvalitnějším), což znamená, že byl vhodnější pro pozorování na vyšších frekvencích. Šlo také o první radioteleskop na světě, který nebyl řízen analogovým počítačem, ale digitálním (který až do roku 1971 měl pouze 12 kilobytů paměti). Kromě toho, že pracuje jako samostatný teleskop, byl používán jako rádiový interferometr ve spojení s nedalekým Lovellovým teleskopem a nyní je využíván především jako interferometr v projektu MERLIN, kdy je zapojeno až sedm radioteleskopů současně.
Mark III je stejně velký jako Mark II, ale byl zkonstruován tak, aby byl přemístitelný do nové lokality. K tomu však nakonec nikdy nedošlo a po celou dobu provozu zůstal ve vesnici Wardle nedaleko města Nantwich v hrabství Cheshire, kde byl používán rovněž jako rádiový interferometr v rámci projektu MERLIN. Radioteleskop byl postaven v roce 1966 a vyřazen z provozu v roce 1996.

### Návrhy Mark IV, Va VA

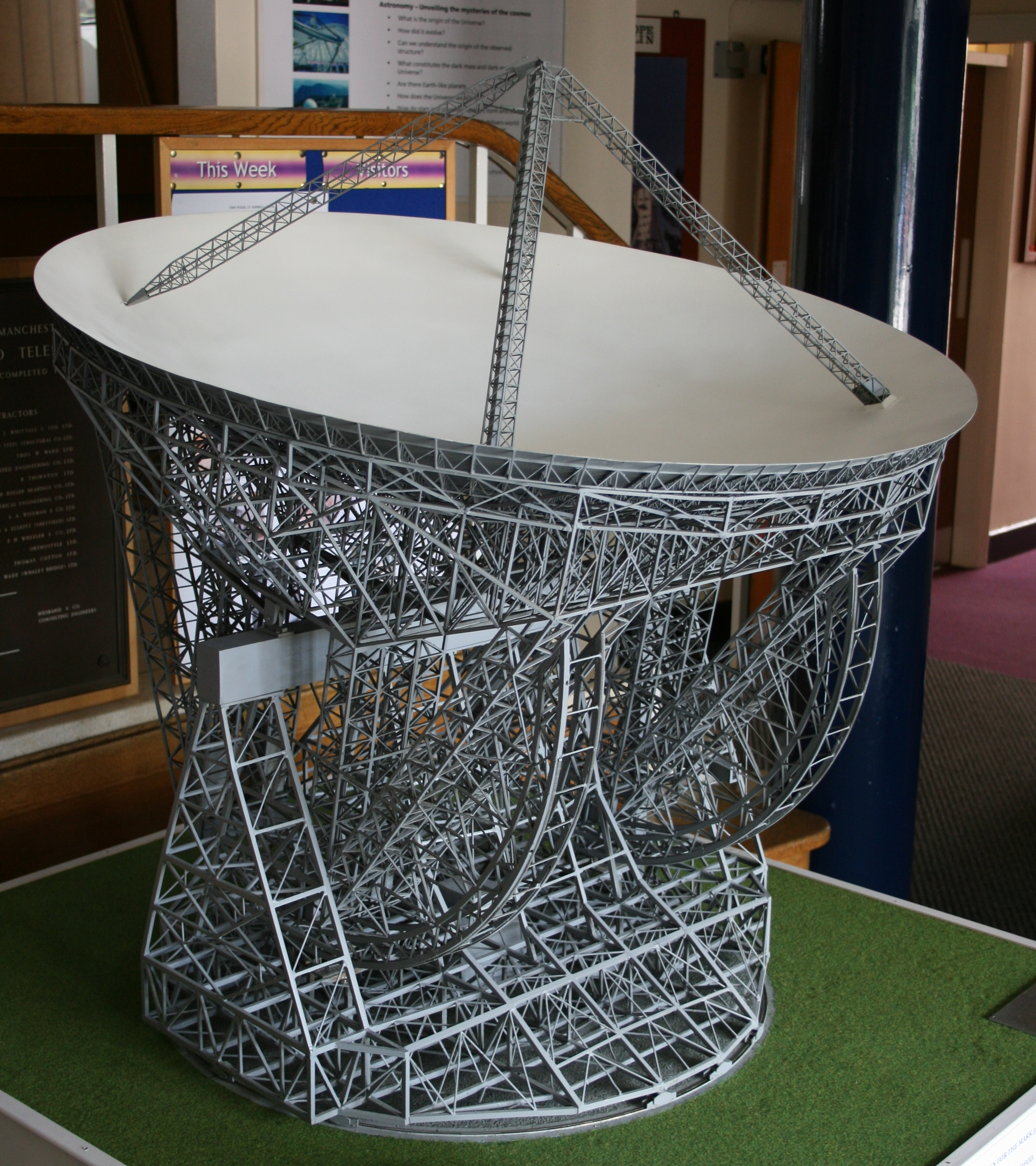
Model navrhovaného, ale nerealizovaného radioteleskopu Mark V

Od šedesátých do osmdesátých letech 20. bylo vypracováno a v některých případech také předloženo ke schválení mnoho plánů různých radioteleskopů, zejména návrhy označované Mark IV, Mark V a Mark VA. Měly různé ambice, používaly odlišná technická řešení, ale všechny počítaly s výstavbou ještě většího radioteleskopu, než je Lovellův. 
Návrh Mark IV počítal se samostatným teleskopem skutečně obřího průměru 1000 stop (tedy přibližně 300 metrů), který vzhledem k předpokládané finanční a technické náročnosti měl vzniknout jako celonárodní projekt.
Mark V předpokládal vybudování radioteleskopu o průměru 120 metrů (400 stop), který mělo být možné posouvat po kolejích o délce přibližně 3⁄4 míle (1,2 kilometru). Původně se předpokládalo, že trať povede podél stávajícího areálu Jodrell Bank, ale obavy z nárůstu rušení vedly k tomu, že jako vhodnější byla zvažována lokalita ve Walesu. Byly předloženy návrhy firem Husband and Co a Freeman Fox, které měly zkušenosti s konstrukcí teleskopů observatoře Parkes v Austrálii.
Tato australská observatoř má velký radioteleskop o průměru 64 metrů a další menší, který se pohybuje po kolejích, a lze tak snadno měnit jeho vzdálenost od hlavního teleskopu. Společně tak byly využívány pro rádiovou interferometrii. Radioteleskop pohybující se po kolejích má průměr 18 metrů a je tak mnohem menší, než zvažovaný Mark V, který měl pojíždět také tak.
Návrh Mark VA byl podobný projektu Mark V, ale měl mít o něco menší anténu o průměru 375 stop (114 metrů), která by přesto výrazně překonala dosud největší radioteleskop. Oproti Mark V byla také navržená odlišná konstrukce využívající předpjatý beton (podobně jako existující Mark II). Naproti tomu návrhy Mark IV a Mark V předpokládaly konstrukcí mnohem podobnější stávajícímu Lovellovu teleskopu.
Žádný z navrhovaných radioteleskopů nebyl postaven, ačkoli byly provedeny úvodní konstrukční studie a zhotoveny makety nebo zmenšené modely (viz obrázek modelu Mark V). Všechny plány byly opuštěny jak kvůli měnícímu se politickému klimatu, tak kvůli finančním limitům astronomického výzkumu ve Velké Británii. Také bylo nutné zásadně modernizovat Lovellův teleskop na verzi Mark IA, což si vyžádalo mnohem vyšší náklady, než se původně předpokládalo.

### Další radioteleskopy a jiná zařízení

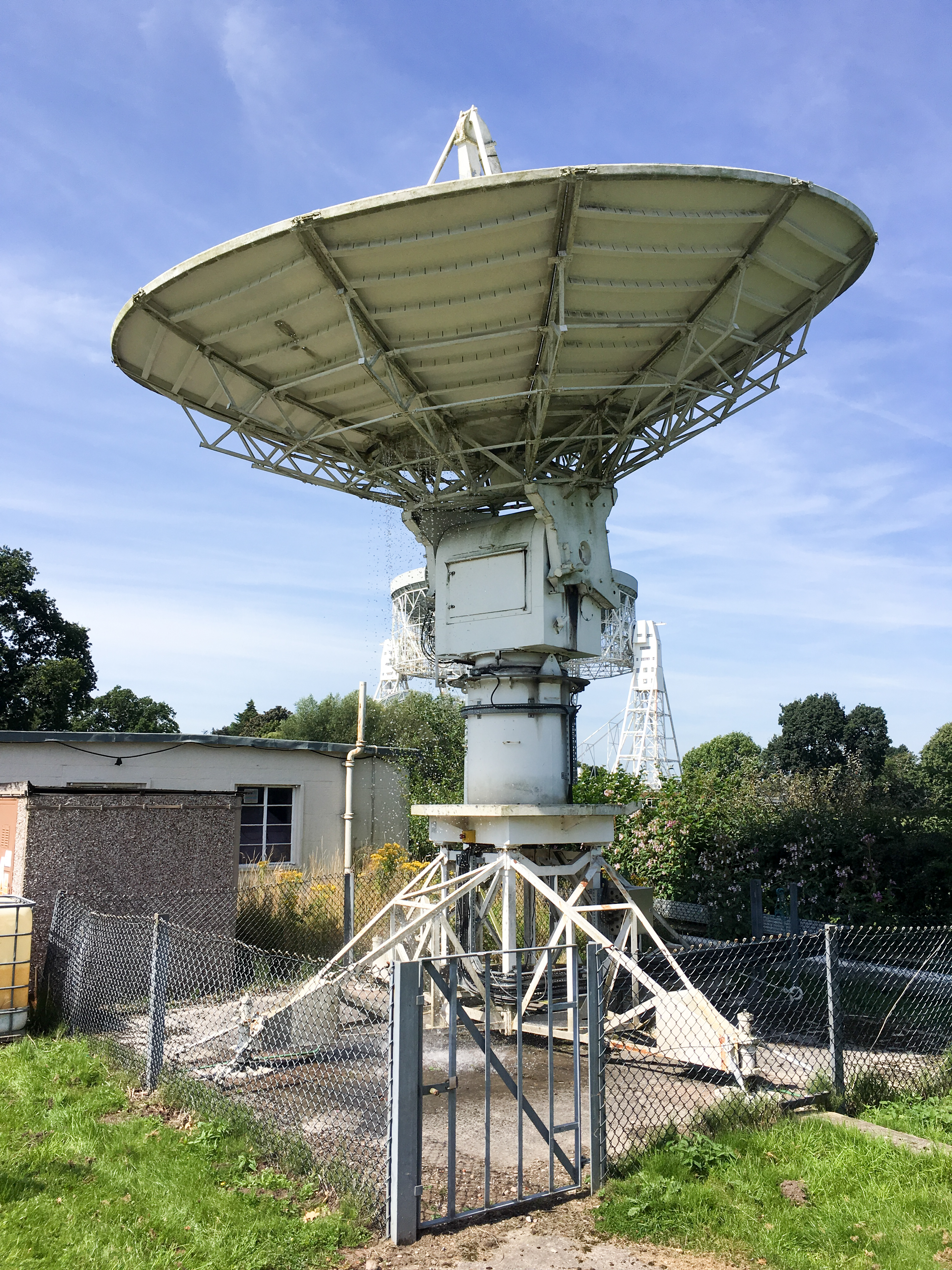
Tzv. sedmimetrový radioteleskop pro výuku studentů, v pozadí je částečně vidět velký Lovellův teleskop

V roce 1964 byl zkonstruován radioteleskop o průměru přes 15 metrů (50 stop) určený pro astronomický výzkum a zejména pro sledování sovětských kosmických sond Zond 1 (pro výzkum Venuše, spojení ale bylo ztraceno) a Zond 2 (pro výzkum Marsu), amerických sond lunárního programu Ranger 6 a Ranger 7 (obě měly pořídit velké množství snímků Měsíce potřebných pro přípravu projektu Apollo, uspěla ale pouze druhá).
Posléze (v roce 1969) byl radioteleskop využit také pro sledování letu Apolla 11, kdy lidé poprvé přistáli na Měsíci. Po nehodě, která neopravitelně poškodila povrch tohoto teleskopu, byl v roce 1982 demontován a nahrazen o něco menším, ale přesnějším radioteleskopem s parabolou o průměru 12,8 metru (42 stop). Toto novější zařízení slouží především k pozorování pulsarů a nepřetržitě sleduje Krabí pulsar.
Po dokončení instalace výše popsaného teleskopu o průměru 42 stop, který nahradil poškozený předchozí teleskop, byla nainstalována též menší parabola, která je označována jako sedmimetrová (i když přesněji má průměr 6,4 metru neboli 21 stop), jež se používá pro výuku studentů astronomie (vyrobila ji společnost Marconi). Tyto dva radioteleskopy (o průměrech 42 stop a 21 stop) byly původně instalovány na Woomera Missile Range v jižní části Austrálie (australská vojenská základna s observatoří, sloužící hlavně pro zkoušky raket, kde je také menší kosmodrom, nyní prakticky nevyužívaný).
Teleskop s polární osou byl postaven v roce 1962. Měl kruhovou anténu o průměru 50 stop (15,2 metru) na polární montáži a používal se především pro radarové experimenty zaměřené na Měsíc. Toto zařízení již bylo vyřazeno z provozu.
V roce 1951 byl hvězdárně darován 18palcový (460 milimetrů) zrcadlový optický dalekohled (reflektor), ale vzhledem k zaměření observatoře na radioastronomii nebyl příliš využíván a kolem roku 1971 byl darován Salfordské astronomické společnosti (Salford Astronomical Society).

## Společné projekty
Observatoř Jodrell Bank se významně podílí na různých národních a mezinárodních projektech a často je přímo koordinátorem spolupráce více observatoří. Mezi takové projekty patří zejména projekt MERLIN, European VLBI Network nebo teprve budovaná soustava Square Kilometre Array.

### Projekt MERLIN
Multi-Element Radio Linked Interferometer Network (zkratka MERLIN) je soustava radioteleskopů rozmístěných po celé Anglii a na hranicích Walesu. Soustava je provozována a řízena z Jodrell Bank jménem Science and Technology Facilities Council (Rady pro vědu a technologie) jako celonárodní britský projekt. Soustava se skládá až ze sedmi radioteleskopů a zahrnuje Lovellův teleskop a Mark II (oba na observatoři Jodrell Bank), dále radioteleskopy v areálu univerzity v Cambridge, ve vesnicích Defford, Knockin, Darnhall a Pickmere (dříve známý jako Tabley). Nejdelší základní linie měří 217 kilometrů a soustava MERLIN může pracovat na frekvencích od 151 MHz do 24 GHz. Na vlnové délce 6 centimetrů (frekvence 5 GHz) má MERLIN rozlišení 50 miliarcsekund, což je srovnatelné s rozlišením Hubbleova vesmírného dalekohledu na optických vlnových délkách.

### European VLBI Network
Jodrell Bank se zabývá radiovou interferometrií typu VLBI (Very-long-baseline interferometry) od samého počátku vzniku této metody výzkumu vesmíru, tedy od konce 60. let 20. století. Lovellův teleskop se v roce 1968 zúčastnil prvního experimentu s transatlantickým interferometrem spolu s dalšími teleskopy na observatořích v Algonquinu (Algonquin Radio Observatory) a Pentictonu (nyní Dominion Radio Astrophysical Observatory) v Kanadě.
Od vzniku European VLBI Network (též zkratka EVN) se Lovellův teleskop a Mark II systematicky a pravidelně zapojují do této sítě radioteleskopů, které jsou rozmístěny po celé Evropě (několik radioteleskopů je též v Asii, jeden v Jihoafrické republice a do soustavy se do roku 2020 zapojoval též obří radioteleskop na observatoři Arecibo v Portoriku), což umožňuje dosáhnout rozlišení až kolem 0,001 úhlové vteřiny.
Joint Institute for VLBI ERIC (JIVE) působí v rámci European VLBI Network jako ústřední organizace, která poskytuje jak vědeckou podporu uživatelům, tak i korelační zařízení. European VLBI Network uplatňuje politiku otevřené oblohy (open-sky policy), která umožňuje s využitím této sítě každému navrhnout vlastní pozorování. Tato multidisciplinární technika je používána nejen v astronomii, ale také v astrometrii nebo geodézii.

### Square Kilometre Array

Ústředí Square Kilometre Array na observatoři Jodrell Bank

V roce 2011 byla observatoř Jodrell Bank jmenována řídicím centrem pro plánovanou soustavu Square Kilometre Array neboli SKA Project Office (SPO). V dubnu 2015 bylo dále upřesněno, že observatoř Jodrell Bank se stane trvalým sídlem centrály projektu po předpokládanou dobu provozu (více než 50 let). Projekt Square Kilometre Array zahrnuje spolupráci 20 zemí a po svém dokončení má být nejvýkonnější soustavou radioteleskopů, jaká kdy byla vytvořena.
Většina radioteleskopů je budována na jižní polokouli (především v Austrálii a Jižní Africe), kde je nejlepší výhled na Mléčnou dráhu a nejmenší rádiové rušení. Z evropských zemí se na projektu (vedle již zmíněné observatoře Jodrell Bank ve Spojeném království, kde bude ústředí a spojovací infrastruktura) podílí zejména Francie, Itálie a Španělsko. Z mimoevropských zemí kromě Austrálie a Jižní Afriky především Kanada, Indie a Čína. Jak naznačuje již název, celková sběrná plocha všech radioteleskopů dohromady po úplném dokončení má být přibližně jeden kilometr čtvereční. Systém bude pracovat v širokém rozsahu frekvencí a díky své velikosti má být až 50krát citlivější než jakýkoli jiný dosud postavený systém pro radioastronomii.
Koncem roku 2020 byly v provozu čtyři dílčí soustavy radioteleskopů, zárodky celé budoucí soustavy, a to: MeerKAT a Hydrogen Epoch of Reionization Array (HERA) v Jihoafrické republice a Australian SKA Pathfinder (ASKAP) a Murchison Widefield Array (MWA) v západní Austrálii. Indie a Spojené království (UK Research and Innovation) zkoumají, jak vybudovat superpočítačová centra, která budou nezbytná pro zpracování obrovského objemu dat, která soustava radioteleskopů Square Kilometre Array vyprodukuje.

## Pro návštěvníky

### Původní návštěvnické centrum

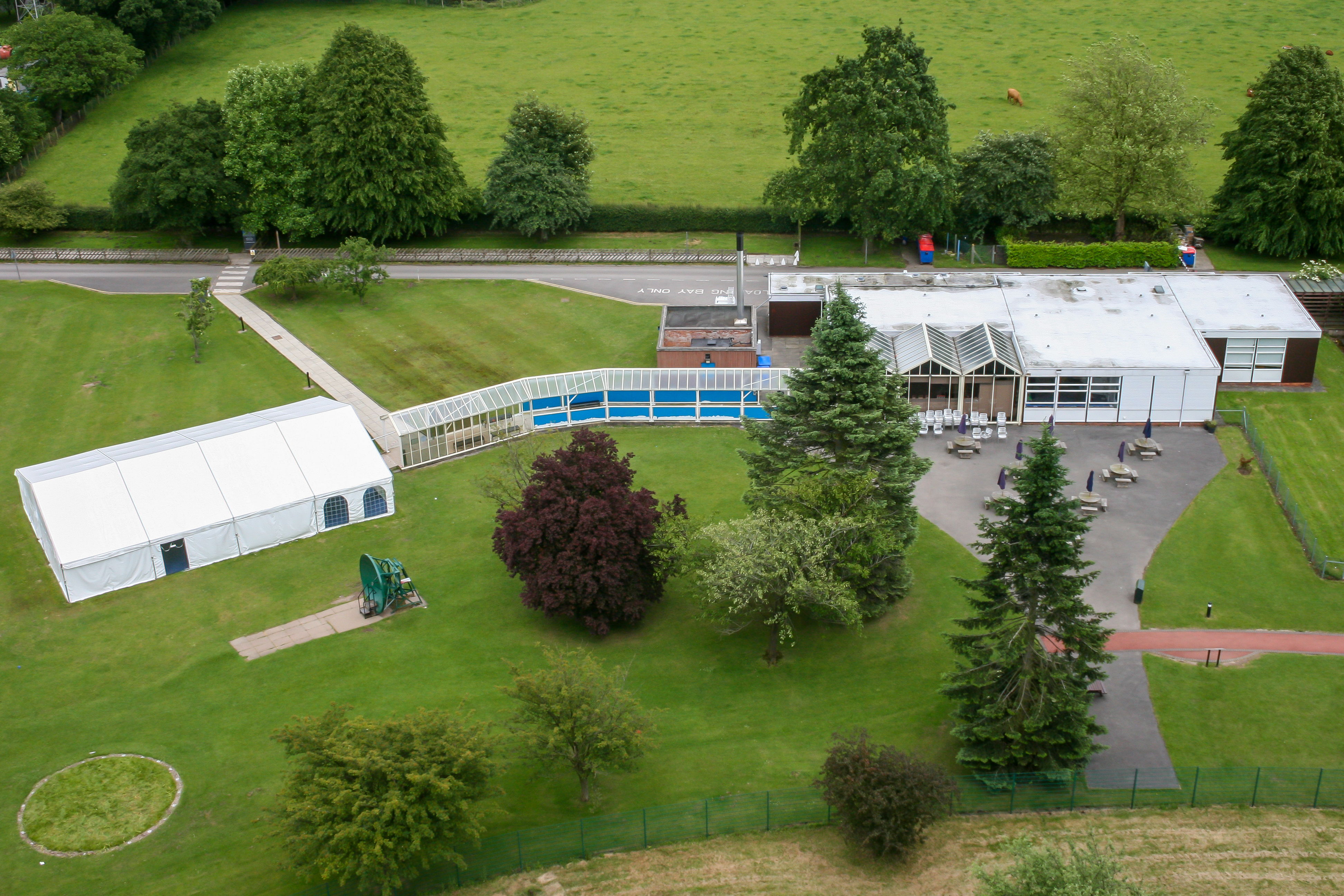
Provizorní návštěvnické centrum v roce 2009

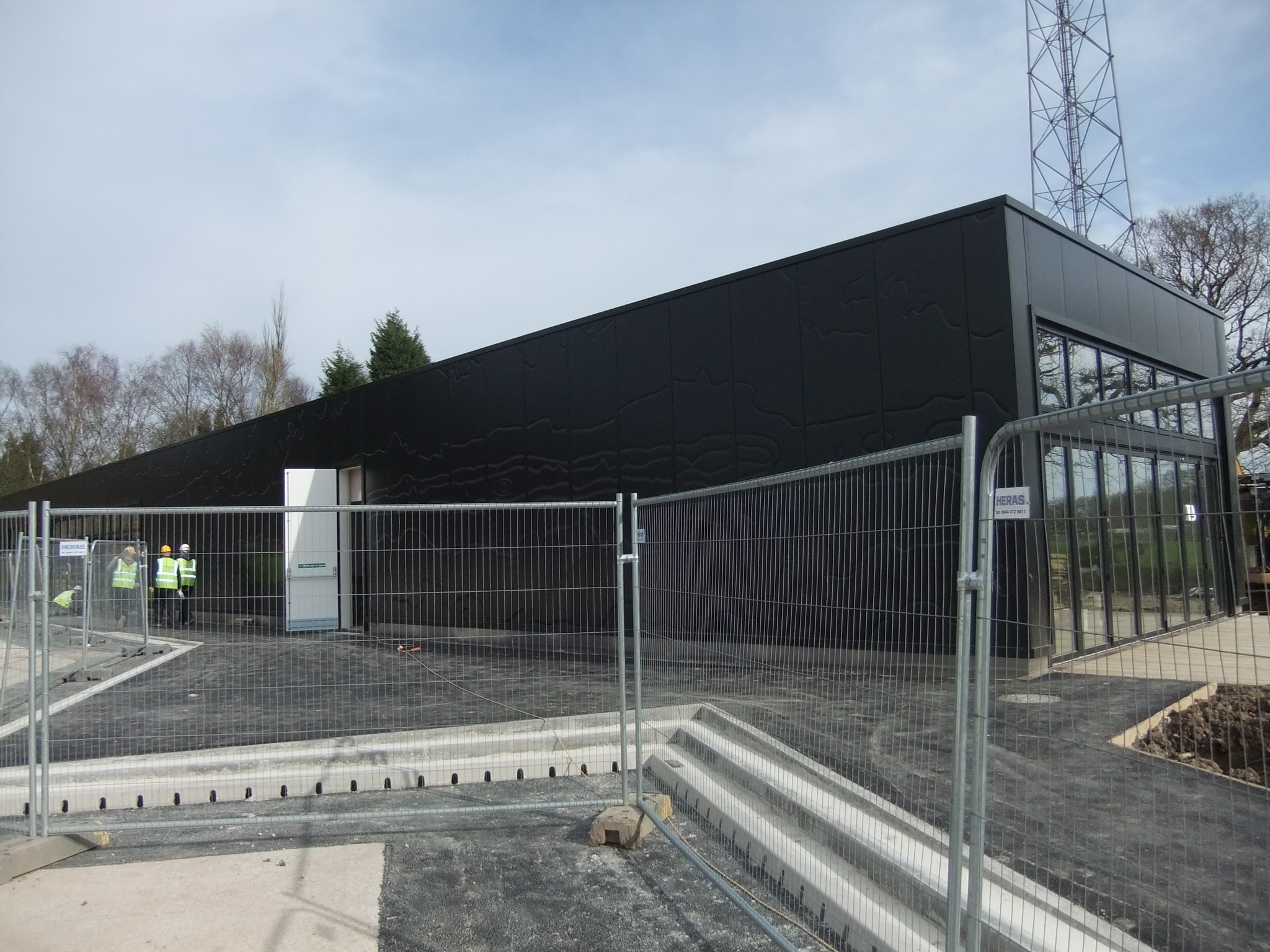
Výstavba nového centra, březen 2011

Původní návštěvnické centrum bylo slavnostně otevřeno 19. dubna 1971 za účasti vévody z Devonshiru. Observatoř ročně navštívilo ročně asi 120 000 osob. Připomínalo historii observatoře Jodrell Bank, mělo planetárium a 3D projekci, která se využívala pro simulované výlety na Mars. Při jeho stavbě však byl použit azbest, což vedlo v roce 2003 k jeho téměř kompletní demolici, zbyla jen jedna malá část. 
Ta se společně s nově postaveným stanem používala jako prozatímní návštěvnické centrum, zatímco se plánovalo rychlé vybudování nového centra. Tyto plány však byly odloženy, když se Victoria University of Manchester a University of Manchester Institute of Science and Technology v roce 2004 sloučily v Manchesterskou univerzitu (University of Manchester). I tak provizorní návštěvnické centrum ročně navštívilo okolo 70 000 návštěvníků.

### Nové návštěvnické centrum
Teprve v říjnu 2010 byly zahájeny práce na novém návštěvnickém centru, které bylo slavnostně otevřeno 11. dubna 2011 pod názvem Jodrell Bank Discovery Centre. Návštěvnické centrum má vstupní budovu, planetární pavilon, vesmírný pavilon pro výstavy a akce, prosklenou kavárnu s výhledem na Lovellův teleskop a venkovní jídelnu, vzdělávací prostory a upravené zahrady včetně labyrintu galaxií. V roce 2013 zde byla instalován velký mechanický model sluneční soustavy, který znázorňuje relativní polohy a pohyby planet a Měsíce. Na rozdíl od původního návštěvnického centra zde není stálé planetárium, ačkoli v posledních letech byla používána malá nafukovací kopule dočasného planetária.
Návštěvnické centrum je otevřeno od úterý do neděle a také v pondělí během školních a státních prázdnin. Pořádá různé osvětové akce pro veřejnost, např. přednášky, promítání, tzv. hvězdné večírky a setkání „zeptejte se astronoma“. Pěší cesta kolem Lovellova teleskopu obsahuje informační tabule, které vysvětlují, jak radioteleskop funguje a jaký výzkum se s ním provádí.

### Arboretum
V roce 1972 bylo v areálu observatoře založeno také hodnotné arboretum o rozloze 35 akrů (přibližně 140 000 metrů čtverečních), ve kterém se nacházejí britské národní sbírky jabloní, jeřábů  (rod Sorbus) a sbírku vřesů (rod Calluna) společnosti Heather Society. V arboretu je umístěn také malý model Sluneční soustavy v měřítku přibližně 1:5 000 000 000.

### Koncerty

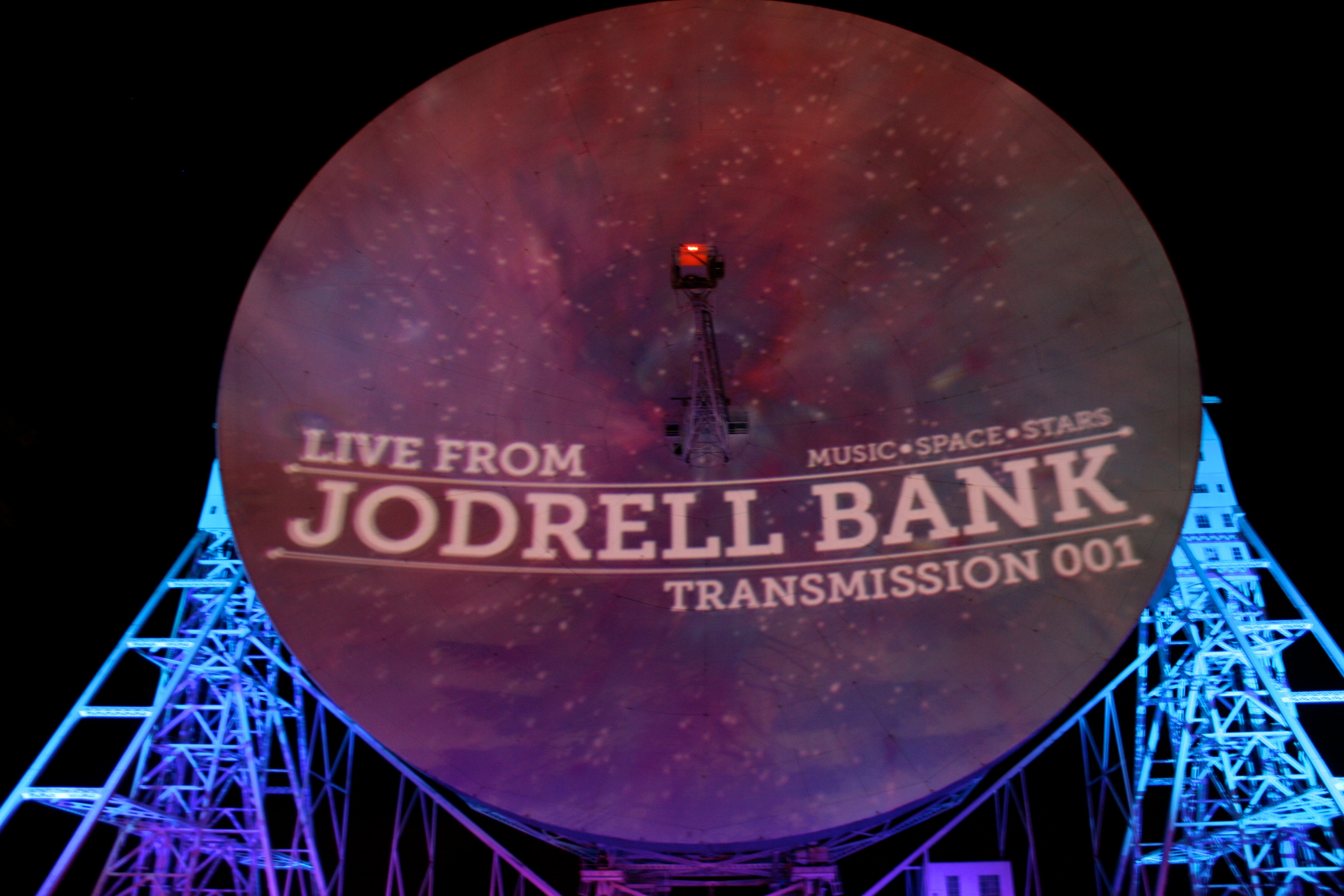
Nasvícený Lovellův teleskop během koncertu Jodrell Bank Live – Transmission 001

V červenci 2011 se v návštěvnickém centru a v prostorách observatoře uskutečnil rockový koncert pod názvem „Live from Jodrell Bank – Transmission 001“, na kterém vystoupily skupiny The Flaming Lips, British Sea Power, Wave Machines, OK GO a Alice Gold. Zhruba o rok později, 23. července 2012 na observatoři živě vystoupila skupina Elbow, která o této události natočila dokument, jenž byl vydán jako CD/DVD s koncertem. Dne 6. července 2013 v pořadu Transmission 4 vystoupili Australian Pink Floyd, Hawkwind, The Time & Space Machine a The Lucid Dream. Dne 7. července 2013 v pořadu Transmission 5 vystoupili New Order, Johnny Marr, The Whip, Public Service Broadcasting, Jake Evans a Hot Vestry. Dne 30. srpna 2013 v pořadu Transmission 6 vystoupili Sigur Ros, Polca and Daughter.
31. srpna 2013 se v Jodrell Bank konal slavnostní koncert symfonického orchestru Hallé Orchestra z Manchesteru, který připomněl 100. narozeniny Bernarda Lovella, zakladatele a dlouholetého ředitele observatoře; zemřel rok předtím krátce před 99. narozeninami. Kromě řady operních čísel během dne zazněla na večerním vystoupení Hallé Orchestra mimo jiné témata z filmů Star Trek, Star Wars a Doctor Who. Hlavní Lovellův teleskop byl otočen směrem k přihlížejícímu davu a sloužil jako obrovské promítací plátno, na němž se promítaly různé animované planetární efekty. O přestávce se na „plátně“ promítala historie Lovellovy práce a observatoře Jodrell Bank.

### Astronomické pořady
Z observatoře se od roku 2006 vysílá astronomický podcast připravovaný odborníky z Jodrell Bank a z Manchesterské univerzity s názvem The Jodcast. Jeho cílem je inspirovat a informovat veřejnost o astronomii a příbuzných vědách, nadchnout mladé lidi nejnovějšími výsledky astronomického výzkumu, motivovat studenty k vědecké kariéře a vyvrátit stereotypy o vědcích jako o nepochopitelných a nepřístupných osobách.
Jodcast poskytuje vhled do aktuálního astronomického a astrofyzikálního výzkumu prostřednictvím pravidelných rozhovorů s předními astronomy po celém světě a také se zaměstnanci observatoře a univerzity. Pravidelná rubrika Night's Sky (Noční obloha) poskytuje amatérským astronomům měsíc po měsíci přehled zajímavostí na noční obloze jak severní, tak jižní polokoule a pravidelně také komunikuje s posluchači a odpovídá na otázky týkající se astronomie a astrofyziky v rámci rubriky Zeptejte se astronoma.
Z řídicí místnosti observatoře se vysílal televizní pořad BBC věnovaný astronomii Stargazing Live. Pořad byl v programu BBC celkem sedm let (2011–2017), z toho šest sérií se vysílalo z Jodrell Bank (poslední sedmá série se v roce 2017 vysílala z observatoře Siding Spring v Austrálii a v červenci 2019 se vysílal speciální díl z Kennedy Space Center na Floridě u příležitosti 50. výročí přistání Apolla 11 na Měsíci).
Jednotlivé díly uváděli především Brian Cox z Manchesterské univerzity a komik a současně amatérský astronom Dara Ó Briain s podporou televizní moderátorky a biochemičky Liz Bonninové a astronoma Marka Thompsona. Kromě vysílání z observatoře Jodrell Bank jednotlivé pořady obsahovaly také přímé vstupy z předních vědeckých institucí a zařízení z míst, jako jsou Havajské ostrovy, Jihoafrická republika nebo Norsko. V jednom díle byl také rozhovor s posádkou Mezinárodní vesmírné stanice ISS.

### Další akce
Od roku 2016 se na observatoři koná Bluedot. Jedná se o unikátní kombinaci hudebního a vědeckého festivalu. Mezi umělce, kteří na festivalu vystoupili, patří např. Public Service Broadcasting, The Chemical Brothers, New Order, německá skupina Kraftwerk, jamajská zpěvačka Grace Jones nebo islandská zpěvačka Björk. Odborné přednášky uvedli přední vědci nebo popularizátoři vědy, jako jsou britský teoretický fyzik a spoluautor četných pořadů BBC Jim Al-Khalili nebo zoolog, etolog, biolog a popularizátor vědy Richard Dawkins.

## Řízení výzkumu

### Součást centra pro astrofyziku
Observatoř Jodrell Bank je součást Jodrell Bank Centre for Astrophysics (JBCA), které v současné podobě vzniklo krátce poté, co se v roce 2004 sloučily univerzity University of Manchester Institute of Science and Technology a Victoria University of Manchester do Manchesterské univerzity (University of Manchester), která se tak stala třetí největší univerzitou ve Spojeném království po Open University a University College London.
Samotné centrum pro astrofyziku je pak jednou z největších astrofyzikálních výzkumných skupin ve Spojeném království. Vzhledem k přístrojovému vybavení observatoře Jodrell Bank se přibližně polovina výzkumu celého JBCA týká radioastronomie – včetně výzkumu pulsarů, reliktního záření (kosmického mikrovlnného pozadí), gravitačních čoček, aktivních galaxií a astrofyzikálních maserů. Skupina provádí výzkum na různých vlnových délkách, dále se zabývá vznikem a vývojem hvězd, planetárními mlhovinami a také astrochemií.

### Ředitelé observatoře
Prvním ředitelem Jodrell Bank byl Bernard Lovell, který observatoř založil v roce 1945 a vedl ji až do roku 1980. Za svůj podíl na vybudování největšího radioteleskopu (který byl později na jeho počest pojmenován Lovellův teleskop) a za celkový přínos astronomii byl povýšen do rytířského stavu. Od roku 1980 observatoř vedl sir Francis Graham-Smith, po něm kolem roku 1990 následoval profesor Rod Davies a v roce 1999 profesor Andrew Lyne.
Dne 1. října 2006, tedy krátce poté, kdy došlo k výše popsanému sloučení univerzit a v době, kdy bylo založeno Jodrell Bank Centre for Astrophysics, převzal funkci profesor Phil Diamond. V letech 2009 a 2010 byl úřadujícím ředitelem profesor Ralph Spencer. V říjnu 2010 se ředitelem centra pro astrofyziku stal profesor Albert Zijlstra. Od října 2010 do října 2011 byl ředitelem observatoře profesor Lucio Piccirillo, později byl profesor Simon Garrington zástupcem ředitele JBCA pro observatoř Jodrell Bank. V roce 2016 byl vedoucím katedry astrofyziky na Manchesterské univerzitě a současně ředitelem Jodrell Bank Centre for Astrophysics jmenován profesor Michael Garrett, jenž tak odpovídá také za observatoř.

### Mezinárodní spolupráce
V květnu 2017 uzavřela observatoř Jodrell Bank partnerství s iniciativou Breakthrough Listen, což je dosud nejkomplexnější program hledání mimozemské komunikace. Projekt byl zahájen v lednu 2016 na katedře astronomie Kalifornské univerzity v Berkeley (kde má program sídlo) a má trvat 10 let. Jodrell Bank se bude na projektu podílet jak využitím největšího Lovellova teleskopu, tak zapojením britské sítě MERLIN, která je z observatoře řízena.
Na observatoři probíhá také aktivní vývoj a konstrukce přijímačů a různého dalšího přístrojového vybavení. Observatoř se mimo jiné podílela na konstrukci zařízení pro několik experimentů souvisejících s reliktním zářením, včetně dlouhodobého Experimentu Tenerife. To byl společný projekt britské observatoře a španělského Instituto de Astrofísica de Canarias (IAC) a současně první experiment zabývající se reliktním záření na Observatorio del Teide na ostrově Tenerife, který začal v říjnu 1984 a s různými vylepšeními fungoval až do roku 2000.
Observatoř se rovněž věnovala konstrukci zesilovačů a kryostatů pro Very Small Array, nyní již neprovozovanou čtrnáctiprvkovou soustavu rádiové interferometrie, která byla rovněž umístěna na ostrově Tenerife.  Dále zkonstruovala také vstupní moduly přijímačů na frekvencích 30 GHz a 44 GHz pro družici Planck, která byla v provozu od roku 2009 do roku 2013 a rovněž zkoumala reliktní záření. Britská observatoř navrhla také přijímače také pro australskou observatoř Parkes, kde se nachází mimo jiné radioteleskop o průměru 64 metrů.

### Hrozba uzavření
Dne 3. března 2008 bylo oznámeno, že britská Rada pro vědecká a technologická zařízení (STFC: Science and Technology Facilities Council), které v rozpočtu chybělo 80 milionů liber, zvažuje zrušení plánovaného ročního financování projektu e-MERLIN v Jodrell Bank ve výši 2,7 milionu liber. Projekt, jehož cílem bylo nahradit mikrovlnné spoje mezi Jodrell Bank a řadou dalších radioteleskopů optickými kabely s vysokou šířkou pásma a schopností přenášet mnohem větší objemy dat, což by zásadně zvýšilo citlivost pozorování a možnosti celé britské sítě MERLIN, byl považován za klíčový pro přežití tohoto systému rádiové interferometrie.
K této hrozbě se vyjádřila řada odborníků včetně Bernarda Lovella, který byl 25 let ředitelem observatoře. Ten řekl: „Bude to katastrofa... Osud Jodrell Bank je spojen s osudem e-MERLINu. Nemyslím si, že zařízení může přežít, pokud bude financování e-MERLINu sníženo“. Dne 9. července 2008 bylo oznámeno, že po nezávislém přezkoumání STFC změnila své původní stanovisko a bude garantovat financování ve výši 2,5 milionu liber ročně po dobu tří let.

## Vliteratuře, filmu a televizi
Četné odkazy na observatoř Jodrell Bank se vyskytují v mnoha literárních, filmových, televizních a hudebních dílech. Ve vědeckofantastickém seriálu Doctor Who (česky pod názvem Pán času), který je třikrát zapsán v Guinnessově knize rekordů (mimo jiné jako nejdéle vysílaný sci-fi seriál na světě) se různé odkazy a narážky vyskytují v mnoha epizodách. Je třeba zmínit zejména The Tenth Planet (společný název pro několik dílů z roku 1966), Remembrance of the Daleks (úvodní čtyři díly z roku 1988), The Poison Sky (pátá epizoda z roku 2008), The Eleventh Hour (první epizoda z roku 2010) a Spyfall (dva díly z roku 2020). Původně se zde měly natáčet rovněž čtyři díly Logopolis z roku 1981 (poslední díly, ve kterých titulní roli seriálu ztvárnil Tom Baker), ale kvůli rozpočtovému omezení k tomu nakonec nedošlo, pro natáčení byla použita jiná lokace a do natočených scén byly vloženy záběry s modelem radioteleskopu.
Z literárních děl je třeba uvést zejména Stopařova průvodce po Galaxii, anglicky The Hitchhiker's Guide to the Galaxy. Dílo, které napsal Douglas Adams (který se podílel také ně několika dílech výše zmíněného televizního seriálu Doctor Who) bylo nejprve vysíláno v roce 1978 jako rozhlasová komedie na BBC Radio 4, teprve poté vyšlo v knižní podobě a bylo zpracováno do několika dalších podob včetně stejnojmenného filmového zpracování z roku 2005 (režie Garth Jennings).
Observatoř je dějištěm značné části románu Boneland z roku 2012 místního spisovatele Alana Garnera (narodil se ve městě Congleton jen asi 8 kilometrů vzdušnou čarou od observatoře Jodrell Bank) a ústřední postava románu Colin Whisterfield pracuje jako astrofyzik na observatoři. Jodrell Bank se vyskytuje také v románu pro děti Birthday Boy, které napsal David Baddiel.
Z hudebních děl se observatoř Jodrell Bank výrazně objevuje ve videoklipu „Secret Messages“ britské rokové skupiny Electric Light Orchestra (ELO) z roku 1983 a také v písni „Are We Ourselves?“ londýnské new wave rock skupiny The Fixx. Píseň „Technique“ skupiny popové a rockové skupin Prefab Sprout (z debutového alba Swoon) začíná veršem „Her husband works at Jodrell Bank / He's home late in the morning“ („Její manžel pracuje v Jodrell Bank / bývá doma pozdě ráno“).

## Památková ochrana
Dne 12. července 1988 byl Lovellův teleskop zařazen do britského systému památkové péče a označen jako památkově chráněná budova nejvyššího I. stupně (Grade I of Listed building). Dne 10. července 2017 byl stejným nejvyšším stupněm označen i menší radioteleskop Mark II. Ke stejnému datu bylo pět dalších budov nebo zařízení v areálu observatoře Jodrell Ball označeno II. stupněm památkové ochrany. Konkrétně jde o Searchlight Telescope z roku 1946, Control Building (řídící budovu), Park Royal Building, Electrical Workshop a Link Hut. 
V září 2006 Lovellův teleskop (rok před 50. výročím jeho dokončení) zvítězil v internetovém hlasování BBC o „nejvýznamnější neopěvovanou památku Spojeného království“. Na 43. zasedání Výboru světového dědictví UNESCO v Baku 7. července 2019 byla observatoř Jodrell Bank zařazena jako 31. památka ve Spojeném království na Seznam světového kulturního a přírodního dědictví UNESCO, přičemž bylo konstatováno, že observatoř splňuje současně hned 4 kritéria ze šesti, které se mohou vztahovat na kulturní dědictví:
- Kritérium (i): Observatoř Jodrell Bank je mistrovským dílem tvůrčího talentu člověka (souvisejícím s jeho vědeckými a technickými úspěchy).
- Kritérium (ii): Observatoř Jodrell Bank představuje významný mezník v hodnotách člověka (v časovém rozpětí a v celosvětovém měřítku v oblasti vývoje techniky).
- Kritérium (iv): Observatoř Jodrell Bank představuje vynikající příklad technologického souboru, který dokumentuje významnou etapu lidských dějin.
- Kritérium (vi): Observatoř Jodrell Bank je přímo a hmatatelně spojena s událostmi a myšlenkami mimořádného univerzálního významu.